# Cantonul Quimper-3
Cantonul Quimper-3 este un canton din arondismentul Quimper, departamentul Finistère, regiunea Bretania, Franța.

## Comune
- Plomelin
- Pluguffan
- Quimper (parțial, reședință)